# Farmàcia Santmartí
L'antiga Farmàcia Santmartí, actualment Farmàcia Ferreres, és una farmàcia de Tortosa (Baix Ebre) protegida com a bé cultural d'interès local.

## Descripció
L'edifici se situa a la banda est de la plaça d'Agustí Querol, al sector que es conserva porxat. La farmàcia es troba a la planta baixa, i els quatre pisos superiors són d'habitatges. La botiga és una peça de 6m x 6m aproximadament, separada només de la rebotiga per una arcada d'arc escarser sostinguda per dues columnes salomòniques de jaspi. Aquesta té una planta irregular i s'utilitza com a magatzem.
El mobiliari que conté és nou, i el sostre és de bigues de fusta entrecreuades fent quadres. La botiga conserva els relleus en estuc de la part alta dels murs, a manera de garlandes i rocalla d'inspiració barroca, força naturalista, i l'enteixinat de fusta del sostre, en forma de quadres emmarcant motius vegetals tallats, sostingut per una cornisa sobre permòdols.

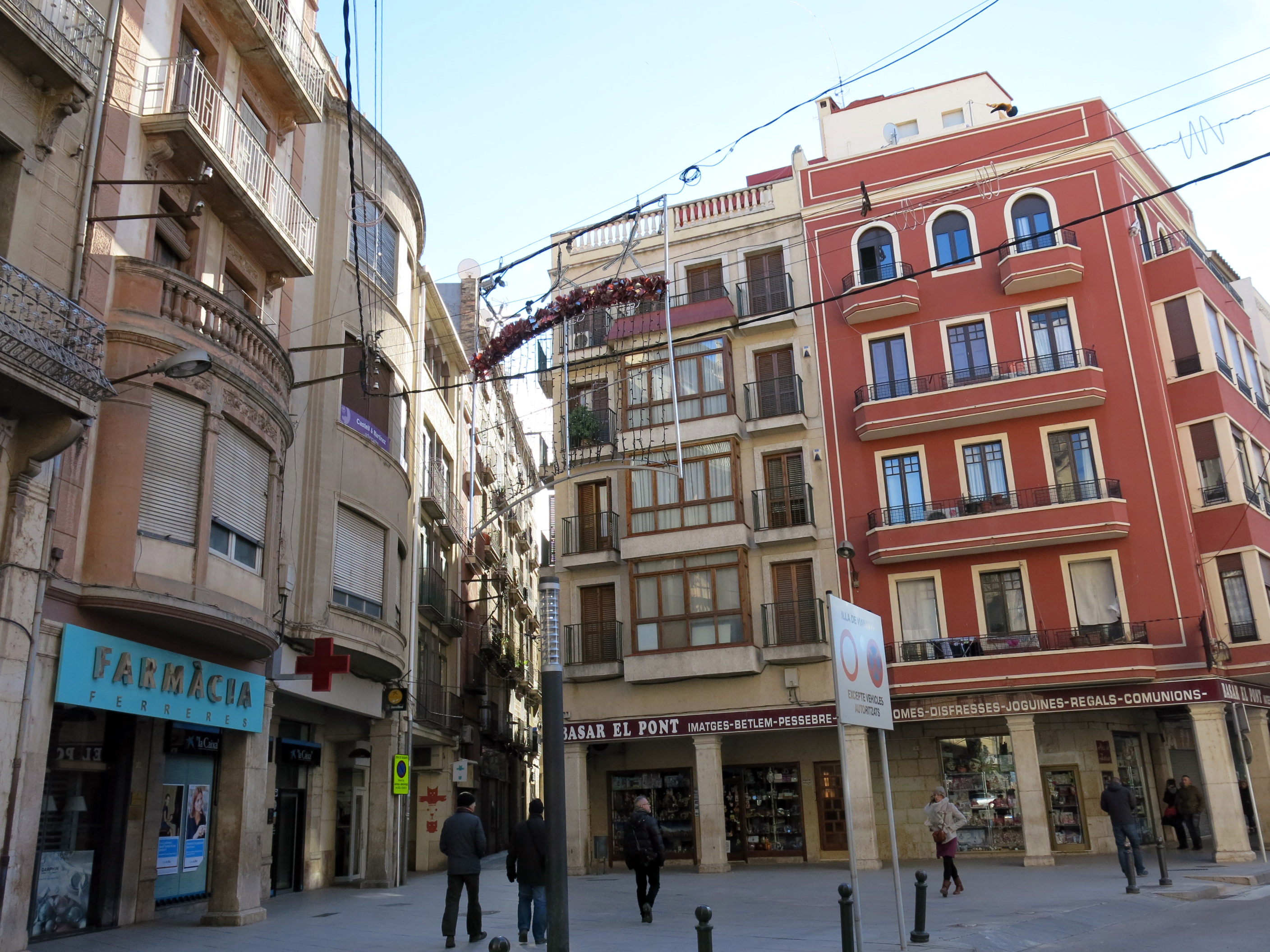
La plaça d'Agustí Querol, amb l'edifici de la farmàcia a l'esquerra

El mobiliari consta de dues vitrines, dos bancs i cadires. Són de fusta, amb ornaments vegetals i caps d'animals tallats com a decoració. Només han estat modificats el banc i la vitrina de la banda dreta, composts aprofitant la fusta d'un antic doble banc per seure que hi havia en principi enmig de la botiga.
La resta, excepte la façana, feta nova, conserva l'aparença i l'estructura originals.
Quant als pisos, tots s'obren mitjançant balcons excepte el primer, que ho fa amb una tribuna. L'arrebossat és pintat, remarcant amb pilastres l'emmarcament de les finestres. Hi ha també relleus i esgrafiats decoratius, amb formes vegetals.

## Història
El mobiliari prové de la primitiva farmàcia, oberta en un lloc diferent l'any 1922. La ubicació posterior data del 1933, any en què es va compondre l'estructura de la botiga. Es va restaurar el 1985.
El propietari conserva, alguns a la botiga i altres amagats, eines i instruments antics de farmàcia (morters, etc.), que segons ell tenen més de 400 anys.